# François-André Vincent
Pour les articles homonymes, voir Vincent.
François-André Vincent, né le 30 décembre 1746 à Paris où il est mort le 4 août 1816, est un peintre français.

## Biographie

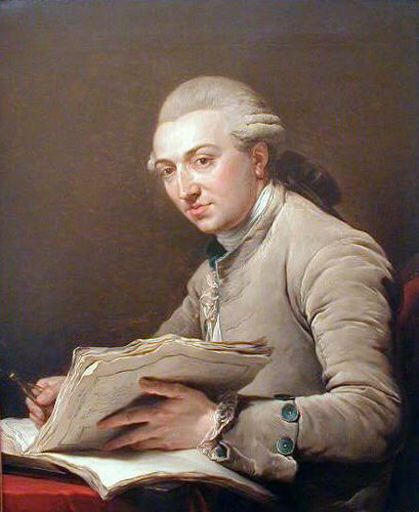
Portrait de Pierre Rousseau (1774), Saint-Omer, musée de l'hôtel Sandelin.

Élève de son père, le miniaturiste François-Élie Vincent, professeur à l'Académie de Saint-Luc, puis de Joseph-Marie Vien, François-André Vincent est lauréat du prix de Rome de 1768, et séjourne en Italie de 1771 à 1775. Il est admis à l’Académie royale de peinture et de sculpture en 1777 et, à partir de cette date, expose régulièrement au Salon.
Il est nommé professeur de l'École des beaux-arts de Paris le 7 juillet 1792 et confirmé le 30 novembre 1794, c'est sa première nomination, et succède à Anne-Louis Girodet.
En 1800, il épouse Adélaïde Labille-Guiard, qui a été formée par son père à la miniature et par lui-même à l'huile.
De 1809 à 1815, il est professeur de dessin à l'École polytechnique.
Considéré comme l’un des principaux rivaux de Jacques-Louis David, il est rapidement supplanté par celui-ci. À la Révolution, ses convictions royalistes l’opposent encore plus à David.
Il devient l'un des premiers membres de l’Académie des beaux-arts de l'Institut de France, qui remplace l'Académie royale en 1795. Vers la fin de sa vie, il peint moins à cause de problèmes de santé, mais il continue à recevoir des honneurs officiels. Il était décoré de la Légion d'honneur et membre de plusieurs académies européennes.
François-André Vincent est inhumé à Paris au cimetière du Père-Lachaise (11e Division).

## Œuvre

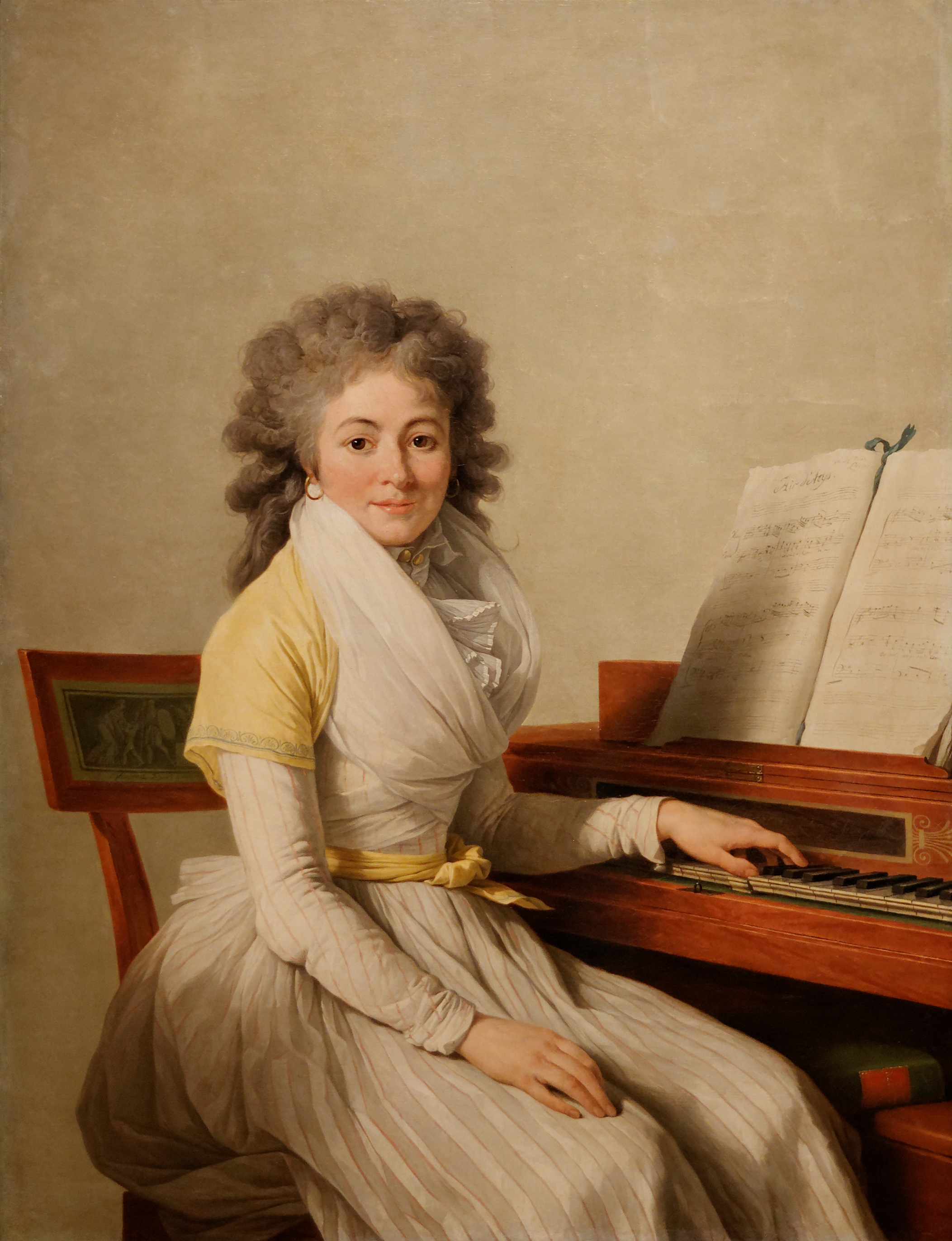
Portrait de Mademoiselle Duplant (1793), Lisbonne, musée Calouste-Gulbenkian.

- Germanicus apaisant la sédition dans son camp, 1768, huile sur toile, École nationale supérieure des beaux-arts[8].
- Le Temple de la Sibylle, vers 1773, huile sur toile, 57 × 38,5 cm, château Borély, musée des arts décoratifs et de la mode, Marseille[9]
- Portrait de Bergeret de Grancourt, 1774, 61,5 × 47,5 cm, Musée des beaux-arts et d'archéologie de Besançon[9]
- Diane, « portrait » de la chienne de Bergeret, 1774, huile sur toile, 61 × 73,5 cm, Musée des beaux-arts et d'archéologie de Besançon[9]
- Portrait de Pierre Rousseau, 1774, huile sur toile, 82 × 68 cm, Saint-Omer, musée de l'hôtel Sandelin
- La Leçon de dessin ou Un jeune Homme, donnant une leçon de dessin à une Demoiselle, 1774, huile sur toile, 61,4 × 74 cm, Paris, collection particulière[9]
- Portrait de Lemonnier à la tête bandée, 1774-1775, huile sur toile, 57 × 38 cm, Musée des beaux-arts de Marseille[9]
- Triple portrait de l’artiste, de l’architecte Pierre Rousseau et du peintre Coclers dit van Wyck, 1775, huile sur toile, 81 × 98 cm, musée du Louvre, Paris[9]
- Bélisaire, réduit à la mendicité, secouru par un officier de l'empereur Justinien, 1776, huile sur toile, 98 x 129 cm, Montpellier, musée Fabre[10].
- Saint Jérôme dans le Désert écoutant la trompette du Jugement dernier, 1777, huile sur toile, 177,6 × 242 cm, Montpellier, musée Fabre[9].
- Alcibiade recevant des leçons de Socrate, ou Alcibiade et Socrate, 1777, huile sur toile, 98,6 × 131 cm, Montpellier, musée Fabre[9]
- Le Marquis de La Galaizière créé chancelier de Lorraine au château de Meudon par Stanislas Leszczynski le 18 janvier 1737, 1778, huile sur toile, Nancy, musée historique lorrain
- Molé et les factieux, ou Le Président Molé, saisi par les factieux, au temps des guerres de la Fronde, 1779, huile sur toile, 325 × 325 cm, Assemblée nationale[11],[9]
- Les Sabines, ou Combat des Romains et des Sabins interrompu par les femmes Sabines, 1781, huile sur toile, 325 × 423 cm, musée des beaux-arts d'Angers[9]
- Orithye enlevée par Borée, vers 1781, huile sur toile, 68,5 × 54,5 cm, Musée des beaux-arts de Tours [9].
- Henri IV faisant entrer des vivres dans Paris, 1783, huile sur toile, 157 x 192 cm, musée du Louvre, Paris
- Henri IV rencontrant Sully blessé, vers 1783, huile sur toile, 535 × 390 cm, Château de Pau[9].
- Zeuxis choisissant pour modèles les plus belles filles de Crotone, 1789, huile sur toile, musée du Louvre, Paris
- Portrait du comédien Dazincourt, 1792, huile sur toile, 73 × 60 cm, Musée des beaux-arts de Marseille[9]
- Portrait de l'orfèvre Léon Bernard, 1793, huile sur toile, 95 × 78 cm, musée national des Beaux-Arts d'Alger[12]
- Portrait de madame Boyer-Fonfrède et de son fils, 1796, huile sur toile, 96 × 79 cm, musée du Louvre, Paris[9]
- L’Agriculture, dit La Leçon d’agriculture ou La Leçon de labourage, 1798, huile sur toile, 213 × 313 cm, musée des beaux-arts de Bordeaux[9]
- La Mélancolie, 1800-1801, huile sur toile, 78 × 63 cm, Musée national des châteaux de Malmaison et de Bois-Préau[9].
- Monsieur et Madame Boyer-Fonfrède et leurs enfants, 1801, huile sur toile, Musée de l'Histoire de France (Versailles)[9]
- Allégorie de la libération des esclaves d’Alger par Jérôme Bonaparte, 1806, huile sur toile, 132 × 200 cm, Château Wilhelmshöhe, Cassel[9].
- L'Astrologie et La Poésie (1811). Collection de peintures de l'État de Bavière.

Dates non documentées
- L’Enlèvement d'Orithye par Borée, huile sur toile, musée des beaux-arts de Rennes
- Guillaume Tell renversant la barque sur laquelle le bailli impérial Gessler traversait le lac de Lucerne, huile sur toile, Musée des Augustins de Toulouse[13].
- La bataille des Pyramides, huile sur toile, 1er quart du XIXe siècle, Boissy-Saint-Léger, Château de Grosbois.

### Dessins
- Homme nu assis, vu de face, tenant une draperie dans la main droite, sanguine et pierre noire, rehauts de craie blanche, estompe, sur papier beige, H. 0,537 ; L. 0,418[14]. Paris, Beaux-Arts de Paris[15]. Un dessin puissant, réalisé à Rome en 1772. Même si l'emphase du mouvement, les draperies et le fond élaboré sont liés à la tradition de Carle Van Loo, l'esthéthique néoclassique est déjà sensible par l'attention portée à la musculature et par la théâtralité du geste. La chevelure du modèle retenue par un bandeau renvoie aux bas-reliefs romains.
- Homme en costume du XVIIe siècle, plume et encre noire, lavis gris sur traits de sanguine, H. 0,281 ; L. 0,204 m[16]. Paris, Beaux-Arts de Paris[17]. Datée de 1790-1792 par Jean-Pierre Cuzin, cette feuille a peu d'équivalents dans le corpus de l'artiste. Il s'agit très certainement d'une étude pour un costume d'un personnage de théâtre. On y retrouve le style vif, élégant et drôle de certaines des caricatures romaines de l'artiste.
- Tête dite de Cicéron, d'après un buste antique, pierre noire, H. 0,507 ; L. 0,408 m, Cette tête correspond au portrait sculpté d'époque romaine d'un homme âgé. Le soin apporté aux traits et à l'expression du visage est surprenant, tant il transpose fidèlement les caractéristiques du marbre[18],[19].
- Homme portant un tricorne et vêtu d’un long manteau vu de trois-quarts dos, 1773-1774, sanguine sur papier vergé, 33,3 x 22,5 cm, Orléans, musée des Beaux-Arts[20].
- Artiste dessinant dans les jardins Farnèse, 1773, sanguine sur papier vergé, 27,3 x 39,2 cm, Orléans, musée des Beaux-Arts[21].
- Étude de deux femmes nues, de profil à droite, pour Arria et Poetus, vers 1784, plume et encre brune sur tracé à la sanguine ; mise au carreau à la sanguine sur papier vergé crème collé sur carton, 48,1 x 42,1 cm, Orléans, musée des Beaux-Arts[22].
- Étude d’homme nu, de profil à gauche, pour Arria et Poetus, vers 1784, plume et encre brune sur tracé à la sanguine et à la pierre noire ; mise au carreau à la sanguine et à la pierre noire sur papier vergé crème collé sur carton, 48 x 41,9 cm, Orléans, musée des Beaux-Arts[23].

## Élèves
Comme son rival David, François-André Vincent était à la tête d'un important atelier où il a formé de nombreux élèves, entre autres :
- Jean Alaux (1786-1864) ;
- Jean-Joseph Ansiaux (1764-1840) ;
- Pierre-Nolasque Bergeret (1782-1863) ;
- Antoine Dubost (1769-1825) ;
- Jean-Bruno Gassies (1786-1832) ;
- Louis-Marie Guichard (1770-1832), sculpteur ;
- François-Joseph Heim (1787-1865) ;
- Charles Toussaint Labadye (1771-1798) ;
- Charles Paul Landon (1761-1826) ;
- Charles Meynier (1768-1832) ;
- Pierre-Antoine Mongin (1761-1827) ;
- Pierre Paté-Desormes (1777-1841) ;
- Louis-Alexandre Péron (1776-1855) ;
- François-Édouard Picot (1786-1868) ;
- Isabelle Pinson (1769-1855), née Proteau ;
- Charles Thévenin (1764-1838) ;
- Louis Thomassin, (1763-1838), actif de 1796 à 1810 ;
- Horace Vernet (1789-1863).

## Exposition
Le musée des beaux-arts de Tours a présenté la première rétrospective de l'artiste du 19 octobre 2013 au 19 janvier 2014. Cette exposition a connu une itinérance au musée Fabre de Montpellier du 8 février au 11 mai 2014.

## Iconographie
- Louis-Marie Guichard, François-André Vincent, 1816, médaillon en marbre ornant le tombeau du peintre dont Guichard fut l'élève. Paris, cimetière du Père-Lachaise[7].

## Galerie

Œuvres de François-André Vincent
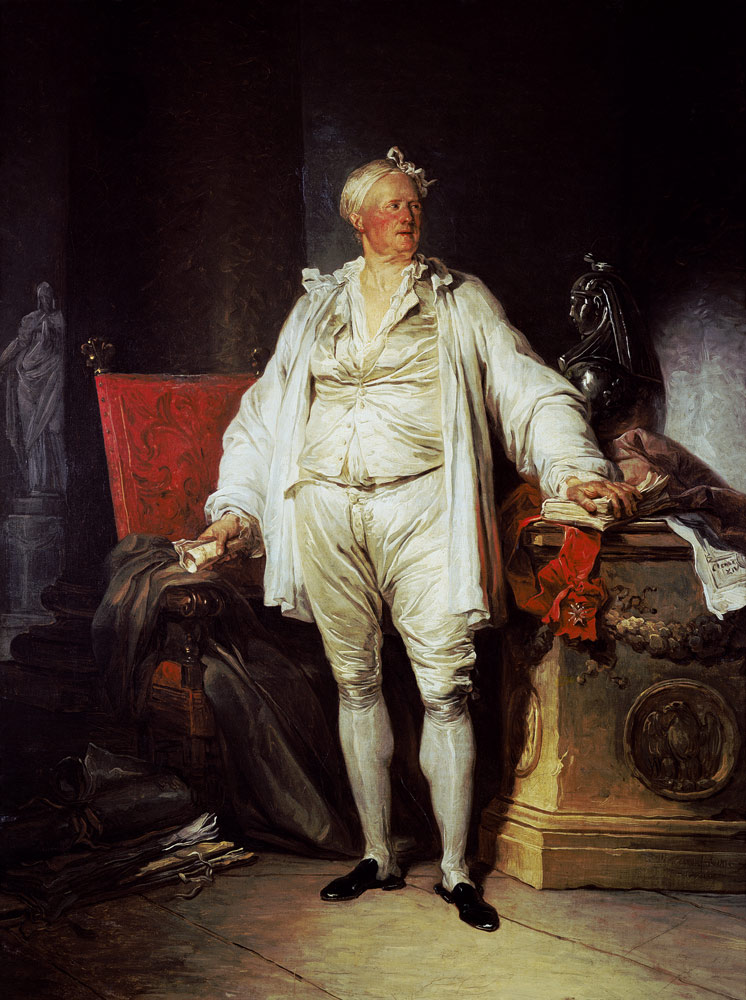
Portrait de Monsieur Bergeret de Grancourt (1774), musée des beaux-arts et d'archéologie de Besançon.
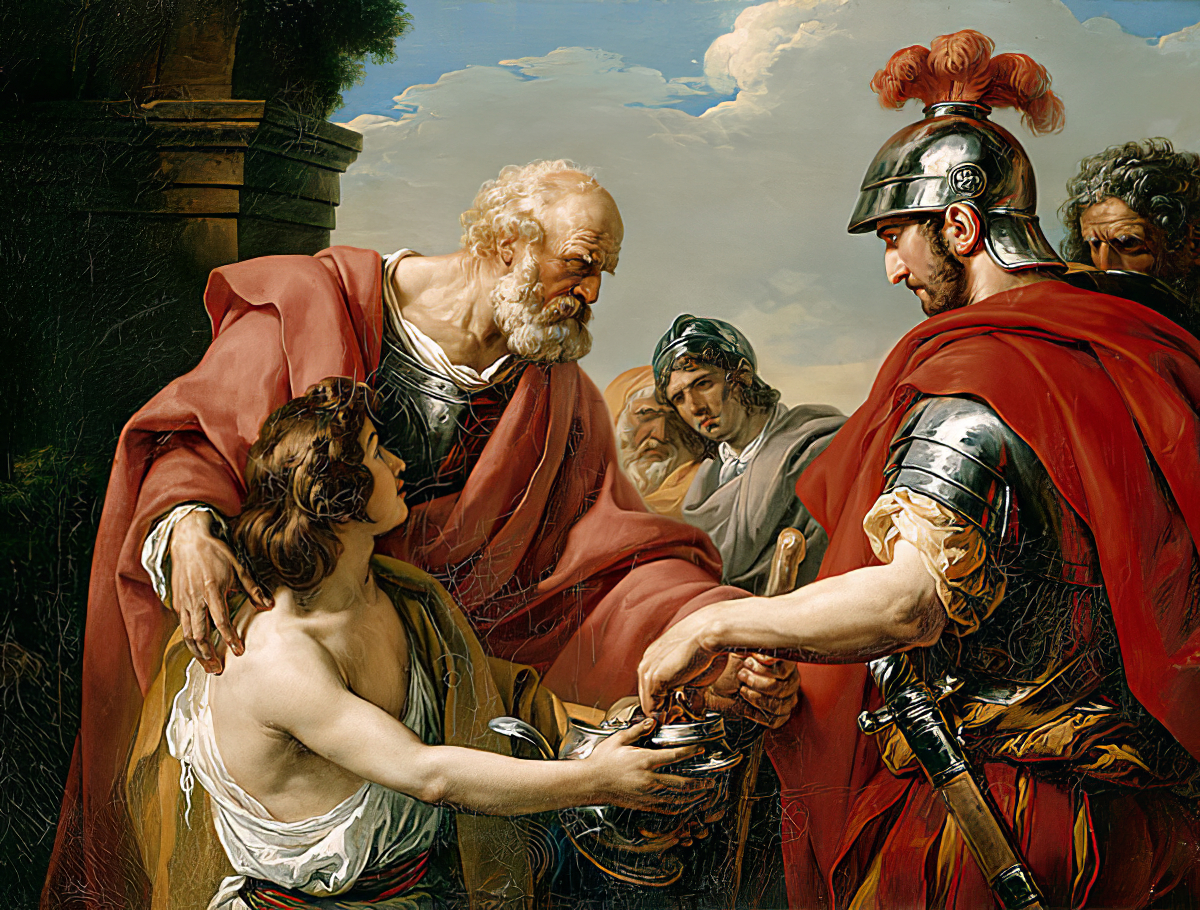
Bélisaire (1776), Montpellier, musée Fabre.
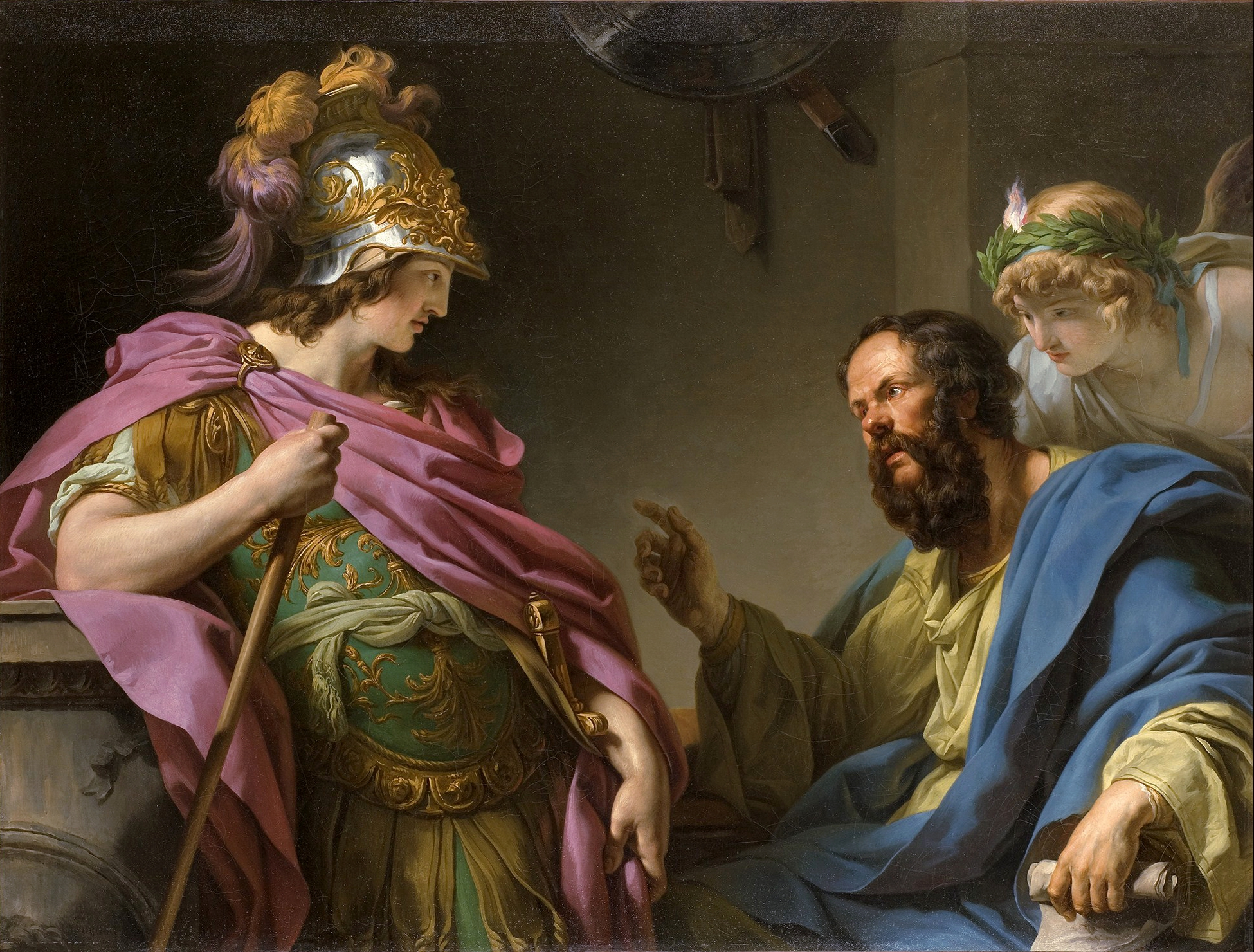
L'Enseignement de Socrate à Alcibiade (1777), Montpellier, musée Fabre.
Le marquis de La Galaizière créé chancelier de Lorraine au château de Meudon par Stanislas Leczinski le 18 janvier 1737 (1778), Nancy, musée historique lorrain.
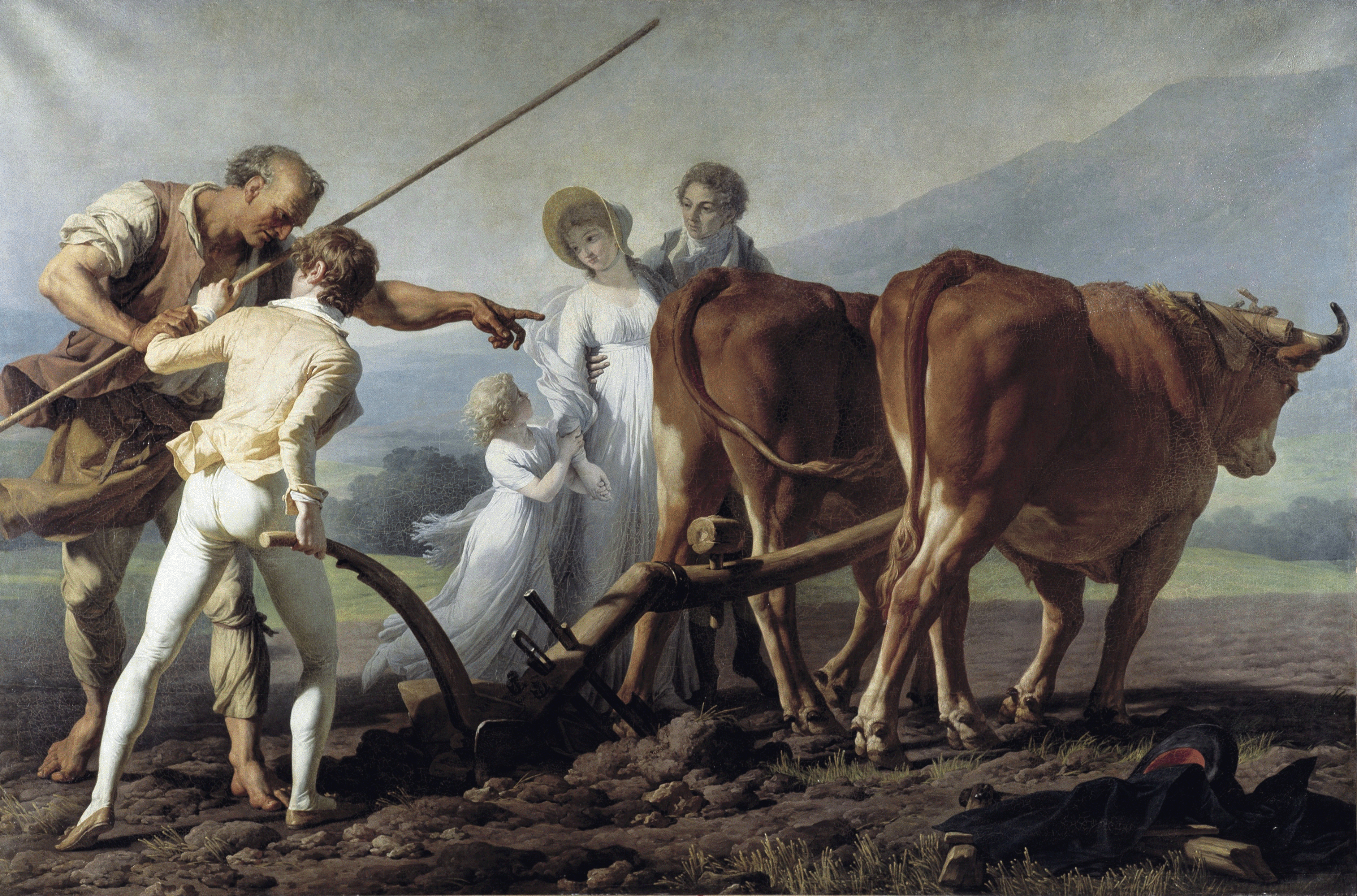
La Leçon de labourage (1793-98), musée des beaux-arts de Bordeaux.
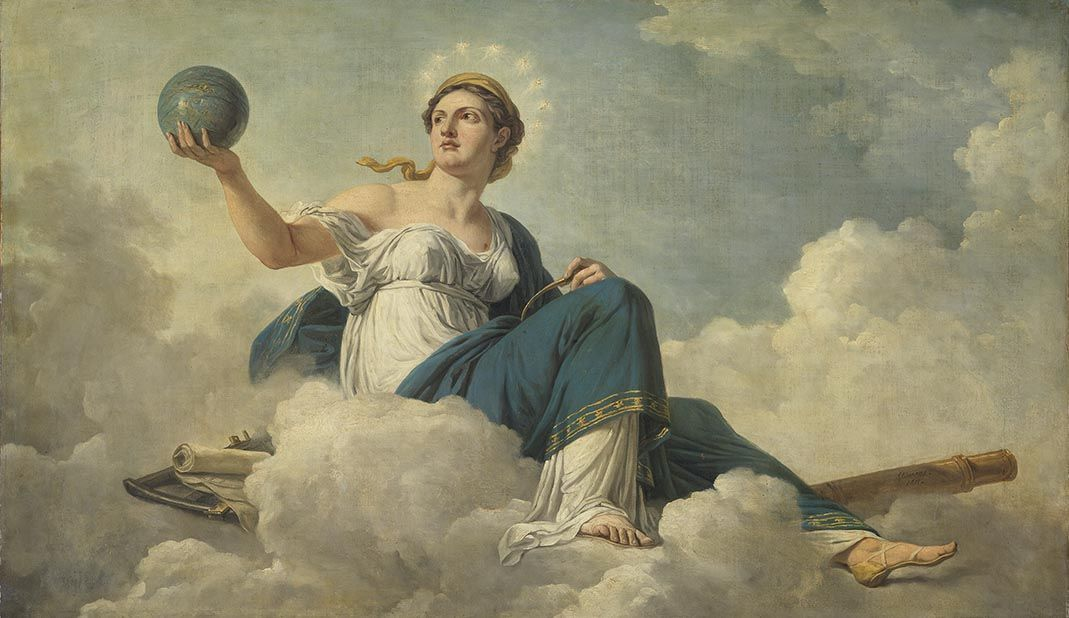
L'Astrologie (1811). Collection de peintures de l'État de Bavière.
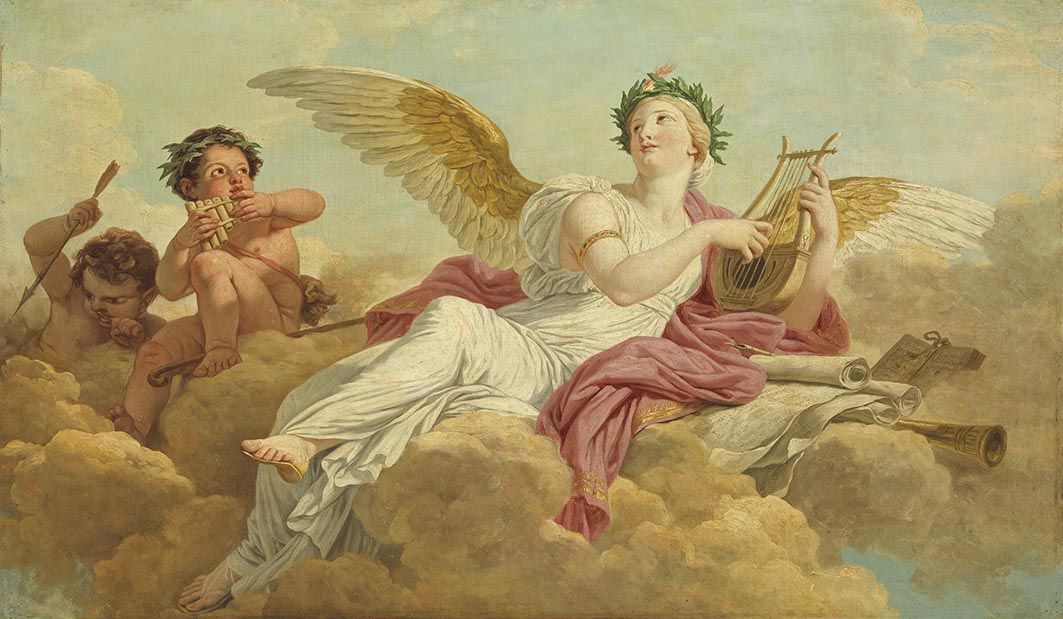
La Poésie (1811). Collection de peintures de l'État de Bavière.